# Бульвар Академика Вернадского
Бульва́р Акаде́мика Верна́дского (укр. бульва́р Акаде́міка Верна́дського) — бульвар в Святошинском районе города Киева, местности Святошино, Авиагородок, Академгородок. Пролегает от Берестейского проспекта до проспекта Академика Палладина.
Примыкают улицы Депутатская, Сельская, Василия Алексухина, Ивана Улитина, Николая Краснова, Академика Доброхотова, Академика Крымского, Максима Железняка, Академика Кржижановского и Семашко.

## История
Улица возникла в 1930-х годах под названием Новая. В 1944—1955 годах — Пионерская улица, в 1955—1963 годах — Артековская улица, в 1963—1973 годах — улица Вернадского. Современное название в честь учёного В. И. Вернадского — с 1973 года.
Имя Вернадского до 1963 года носила также улица Петра Запорожца на Воскресенке.
В начале бульвара в 1981 году был открыт памятник В. И. Вернадскому. В конце бульвара расположены выходы станции метро «Академгородок».
Имеет все признаки бульвара — на всей протяжённости посередине имеется бульварная зона.

## Учреждения
- 36 — Институт металлофизики им. Г. В. Курдюмова;
- 36б — Институт магнетизма НАН Украины и МОН Украины;
- 42 — Институт коллоидной химии и химии воды имени А. В. Думанского НАН Украины;
- 63а — ЖЭК № 812;
- 79а — АТС-422, 423, 424 Центра телекоммуникационных услуг № 1 ПАО «Укртелеком».